# Jumbo Stay

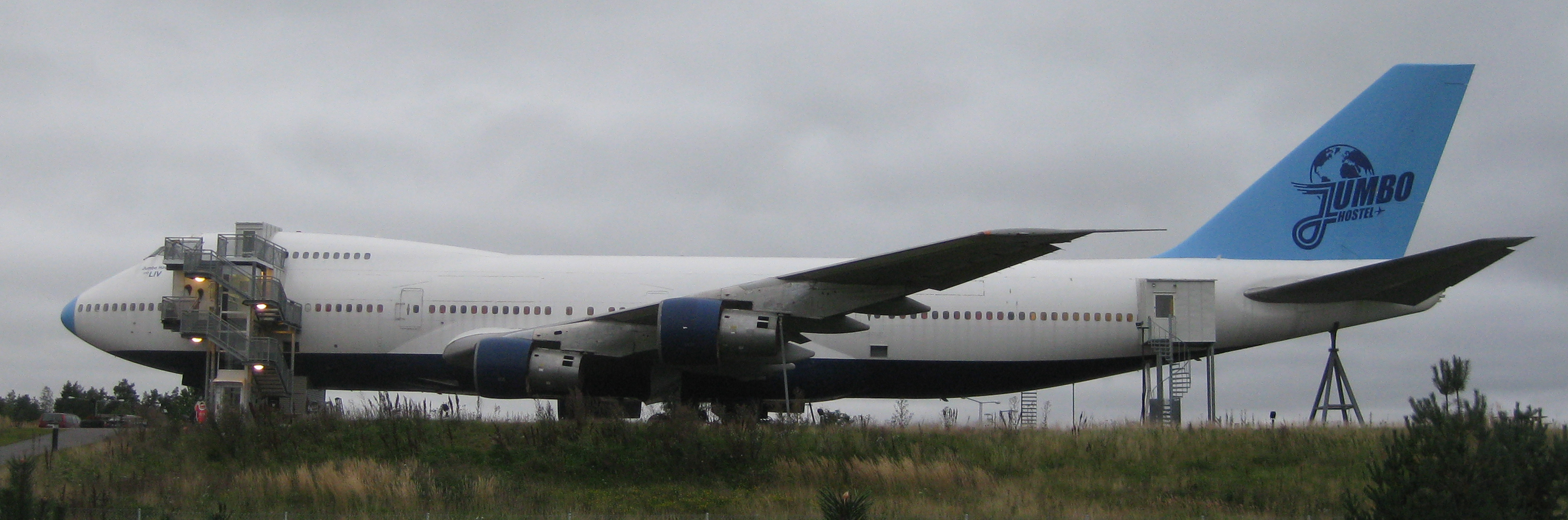
L'ostello Jumbo Stay

Il Jumbo Stay è un ostello ricavato in un Boeing 747-212B parcheggiato presso l'Aeroporto di Stoccolma-Arlanda.
Il velivolo fu costruito nel 1976 per la Singapore Airlines, ma ha anche volato per la Pan Am, per la svedese Transjet (che fallì nel 2002) e per la statunitense Northwest Airlines con marche 3D-NEE, l'ultimo operatore dell'aereo. Venduto all'asta come rottame nel 2006, fu spostato nel gennaio 2008 per essere svuotato dell'allestimento originario. Il 27 agosto 2008 il velivolo fu quindi trainato nella sua attuale posizione all'ingresso dell'aeroporto di Arlanda, parcheggiato su una piazzola di cemento con il carrello di atterraggio solidamente ancorato con due culle di acciaio. Essendo l'aereo privo di motori, si è dovuta appoggiare la coda su supporti, per bilanciare il peso. L'ostello è aperto al pubblico dal gennaio del 2009.

## Stanze

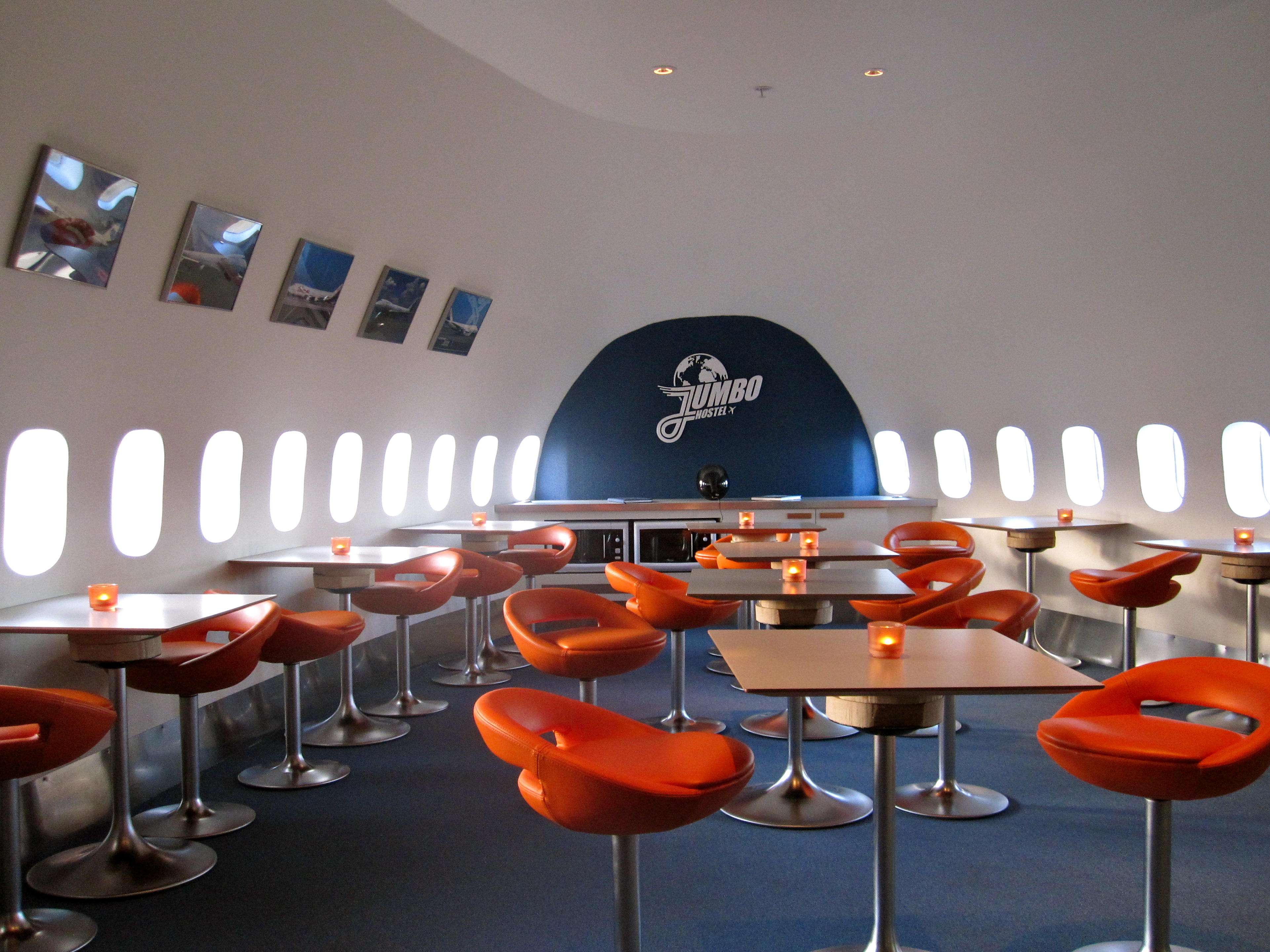
Vista interna del Jumbohostel.

L'aereo è stato ricostruito internamente per soddisfare i requisiti standard per l'isolamento ed il controllo della temperatura delle camere. Il Jumbo Stay ha 27 camere con due o tre letti ognuna. Ogni camera ha a disposizione circa 6 m² di superficie ed un'altezza di 3 metri. Il cockpit è stato convertito in una suite con letto matrimoniale e un bagno, portando il totale di posti letto a 79. Tutte le stanze hanno televisori a schermo piatto dove gli ospiti possono consultare gli orari delle partenze dei voli del vicino aeroporto. Tutte le stanze condividono la doccia e i gabinetti posti nel corridoio, con l'eccezione della suite e di una singola con bagno in camera.

## Bar
Il bar dell'ostello serve la prima colazione ai suoi ospiti e anche a clienti non alloggiati. Oltre a caffè, piccola pasticceria e pasti semplici, nel bar sono presenti forni a microonde a disposizione dei clienti che vogliono scaldarsi eventualmente dei pasti.